# El Moixer
El Moixer és un pic de la serra de les Salines, situat entre el municipi de Maçanet de Cabrenys a l'Alt Empordà i la comuna de Ceret, al Vallespir, amb una altitud de 1.443 metres. Popularment, també se l'anomena el Repetidor, per les antenes que hi ha instal·lades al cim.
És al límit meridional del terme de Ceret i al septentrional del de Maçanet de Cabrenys, prop i a llevant del Roc de Fraussa i al sud-oest del Ras Moixer.
Aquesta muntanya és un lloc de pas habitual en les rutes excursionistes per aquest sector dels Pirineus.